# Mistrzostwa Świata w Biathlonie Letnim 2022
25. Mistrzostwa Świata w Biathlonie Letnim odbyły się w dniach 24 – 28 sierpnia 2022 w niemieckim Ruhpolding.
Rozegrane zostały zawody dla seniorów oraz juniorów łącznie w 12 konkurencjach: super sprint, sprint, bieg pościgowy (tylko dla juniorów) i bieg masowy (tylko dla seniorów).

## Program mistrzostw
| Dzień       | Początek | Konkurencja                               |
| Dzień       | CET      | Konkurencja                               |
| ----------- | -------- | ----------------------------------------- |
| 25 sierpnia | 10:00    | Super sprint 4,5 km juniorów kwalifikacje |
| 25 sierpnia | 12:40    | Super sprint 4,5 km juniorek kwalifikacje |
| 25 sierpnia | 15:20    | Super sprint 7,5 km juniorów finał        |
| 25 sierpnia | 16:00    | Super sprint 7,5 km juniorek finał        |
| 26 sierpnia | 10:30    | Super sprint 4,5 km mężczyzn kwalifikacje |
| 26 sierpnia | 12:15    | Super sprint 4,5 km kobiet kwalifikacje   |
| 26 sierpnia | 15:10    | Super sprint 7,5 km mężczyzn finał        |
| 26 sierpnia | 16:25    | Super sprint 7,5 km kobiet finał          |
| 27 sierpnia | 10:00    | Sprint 7,5 km juniorów                    |
| 27 sierpnia | 12:15    | Sprint 6 km juniorek                      |
| 27 sierpnia | 14:45    | Sprint 7,5 km mężczyzn                    |
| 27 sierpnia | 17:00    | Sprint 6 km kobiet                        |
| 28 sierpnia | 11:00    | Bieg pościgowy 10 km juniorów             |
| 28 sierpnia | 13:00    | Bieg masowy kobiet                        |
| 28 sierpnia | 15:05    | Bieg masowy mężczyzn                      |
| 28 sierpnia | 17:00    | Bieg pościgowy 7,5 km juniorek            |

## Wyniki

### Seniorzy

#### Super sprint seniorów
- Dystans: 7,5 km
- Data: 26.08.2022
- Początek: 15:10
- Źródło:[1]

#### Super sprint seniorek
- Dystans: 7,5 km
- Data: 26.08.2022
- Początek: 16:25
- Źródło:[2]

#### Sprint seniorów
- Dystans: 7,5 km
- Data: 27.08.2022
- Początek: 14:45
- Źródło:[3]

#### Sprint seniorek
- Dystans: 6 km
- Data: 27.08.2022
- Początek: 17:00
- Źródło:[4]

#### Mass start seniorów
- Dystans: 12,5 km
- Data: 28.08.2022
- Początek: 15:05
- Źródło:[5]

#### Mass start seniorek
- Dystans: 10 km
- Data: 28.08.2022
- Początek: 13:00
- Źródło:[6]

### Juniorzy

#### Super sprint juniorów
- Dystans: 7,5 km
- Data: 25.08.2022
- Początek: 15:20
- Źródło:[7]

#### Super sprint juniorek
- Dystans: 7,5 km
- Data: 25.08.2022
- Początek: 15:20
- Źródło:[8]

#### Sprint juniorów
- Dystans: 7,5 km
- Data: 27.08.2022
- Początek: 10:00
- Źródło:[9]

#### Sprint juniorek
- Dystans: 6 km
- Data: 27.08.2022
- Początek: 12:15
- Źródło:[10]

#### Pościg juniorów
- Dystans: 10 km
- Data: 28.08.2022
- Początek: 11:00
- Źródło:[11]

#### Pościg juniorek
- Dystans: 7,5 km
- Data: 28.08.2022
- Początek: 17:00
- Źródło:[12]

## Klasyfikacja medalowa
| #  | Państwo           | Złoto | Srebro | Brąz | Razem |
| -- | ----------------- | ----- | ------ | ---- | ----- |
| 1. | Niemcy            | 4     | 5      | 2    | 11    |
| 2. | Włochy            | 3     | 1      | 0    | 4     |
| 3. | Czechy            | 2     | 3      | 2    | 7     |
| 4. | Szwecja           | 2     | 2      | 2    | 6     |
| 5. | Litwa             | 1     | 0      | 0    | 1     |
| 6. | Słowenia          | 0     | 1      | 0    | 1     |
| 7. | Szwajcaria        | 0     | 0      | 2    | 2     |
| 8. | Finlandia         | 0     | 0      | 1    | 1     |
| 8. | Słowacja          | 0     | 0      | 1    | 1     |
| 8. | Ukraina           | 0     | 0      | 1    | 1     |
| 8. | Stany Zjednoczone | 0     | 0      | 1    | 1     |

źródło: